# Špilja pod Kapelu
Špilja pod Kapelu este o arie protejată (sit de importanță comunitară — SCI) din Croația întinsă pe o suprafață de 0,78 ha, integral pe uscat.

## Localizare
Centrul sitului Špilja pod Kapelu este situat la coordonatele 43°11′06″N 16°26′04″E / 43.184935°N 16.434459°E.

## Înființare
Situl Špilja pod Kapelu a fost declarat sit de importanță comunitară în iulie 2013 pentru a proteja un număr necunoscut de specii din flora spontană și fauna sălbatică aflate în arealul zonei.

## Biodiversitate
Situată în ecoregiunea mediteraneană, aria protejată conține 1 habitat natural: Peșteri inaccesibile publicului.
La baza desemnării sitului se află un număr nedeclarat de specii protejate.